# CD88
CD88 (synonym C5a anaphylatoxin chemotactic receptor 1, C5aR1) ist ein Oberflächenprotein und beteiligt am Komplementsystem der Immunantwort.

## Eigenschaften

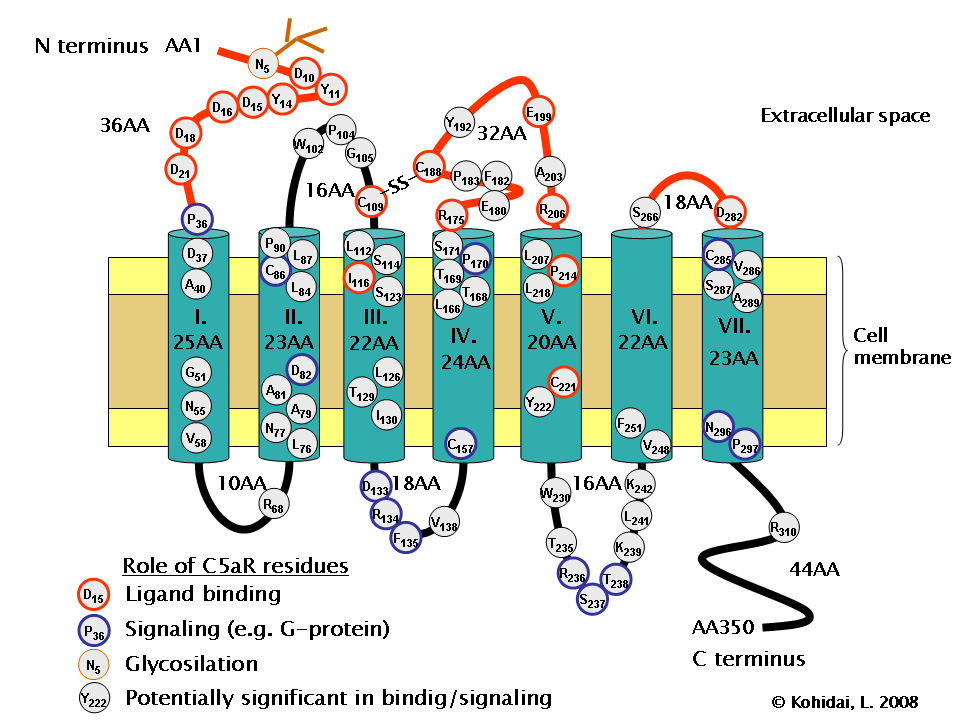
Schematischer Aufbau von CD88

CD88 ist der Rezeptor für das Anaphylatoxin C5a und weist zwei Kontaktstellen für C5a auf. Am N-Terminus von CD88 ist eine Bindungsstelle mit vergleichsweise hoher Affinität und in der Nähe der Transmembrandomäne von CD88 ist eine Bindungsstelle niedrigerer Affinität, die für die Signaltransduktion des CD88 innerhalb der Zelle verantwortlich ist. Eine Bindung von C5a an CD88 führt zu einer verstärkten Chemotaxis, einer verstärkten Degranulation, einem Anstieg der zytosolischen Konzentration an Calciumionen und einer verstärkten Bildung von Superoxid. Es ist beteiligt an der Entzündung, Ontogenese und der Entstehung von Übergewicht und Krebs. CD88 ist ein G-Protein-gekoppelter Rezeptor mit sieben Transmembrandomänen (ein heptahelikaler Rezeptor). CD88 ist glykosyliert, phosphoryliert und sulfatiert. CD88 wird von verschiedenen Zelltypen gebildet, darunter Granulozyten, Monozyten, dendritischen Zellen, Astrozyten, und von der Zelllinie HepG2 sowie Makrophagen und T-Zellen.
Verschiedene Agonisten und Antagonisten für CD88 wurden beschrieben.